# 8159 Fukuoka
8159 Fukuoka este un asteroid din centura principală de asteroizi.

## Descriere
8159 Fukuoka este un asteroid din centura principală de asteroizi. A fost descoperit pe 24 ianuarie 1990 la Kitami de Kin Endate și Kazuro Watanabe. El prezintă o orbită caracterizată de o semiaxă mare de 2,63 ua, o excentricitate de 0,29 și o înclinație de 12,4° în raport cu ecliptica.